# 広田豊
広田 豊（ひろた ゆたか、1892年（明治25年）8月22日 - 1972年（昭和47年）3月21日）は、大日本帝国陸軍軍人。最終階級は陸軍中将。

## 経歴
1892年（明治25年）に愛知県で生まれた。陸軍士官学校第27期、陸軍大学校第35期（優等）卒業。アメリカ駐在を経て、1935年（昭和10年）8月にカナダ駐在武官となり、1937年（昭和12年）8月に下志津陸軍飛行学校教官を経て、1938年（昭和13年）1月30日に上海派遣軍司令部附となり、日中戦争に出動。3月1日に陸軍航空兵大佐に進級し、3月2日に中支那派遣軍参謀に転じた。1939年（昭和14年）3月31日に下志津陸軍飛行学校教官に再任され、4月15日に飛行第27戦隊長（北支那方面軍）として中国戦線に復帰。
1940年（昭和15年）9月27日に航空兵団司令部附となり、12月2日に陸軍少将進級、12月5日に第10飛行団長（南方軍・第5飛行集団）に着任し、太平洋戦争に出征。1943年（昭和18年）2月25日に水戸陸軍飛行学校長に転じ、10月1日に仙台陸軍飛行学校長となる。1945年（昭和20年）2月20日に第53航空師団長（航空総軍）に就任し、4月30日に陸軍中将に進級。終戦時は京城に位置した。終戦後の9月1日に朝鮮軍管区司令部附となり、9月13日に第53航空師団長兼朝鮮軍管区司令部附となった。
1947年（昭和22年）11月28日、公職追放仮指定を受けた。

## 栄典
勲章
- 1942年（昭和17年）9月8日  - 勲二等瑞宝章[5]